# Serpent's Song (Zvezdna vrata SG-1)
Serpent's Song je naslov epizode znanstveno-fantastične serije Zvezdna vrata, v kateri se je bivši vodja Goa'uldov Apophis prisiljen zateči k svojim največjim sovražnikom, ekipi SG-1. Na sledi mu je pobesnelo ljudstvo Goa'uldov, ki ga želijo ubiti. V zameno za novega gostitelja je pripravljen izdati vse skrivnosti Goa'uldov. Ko O'Neill zavrne njegovo ponudbo, se razkrije še bolj grozna resnica. Apophis ima neporavnane račune z Goa'uldom Sokarjem, bogom smrti.